# Aeroportul Fuvahmulah
Aeroportul Fuvahmulah (IATA: FVM, ICAO: VRMR) este un aeroport din Maldive ce deservește zona Fuvahmulah⁠(d). A fost numit după zona deservită.
Situat la o altitudine de 5 m, aeroportul dispune de o singură pistă. Este operat de Maldive.